# 新旭郵便局
新旭郵便局（しんあさひゆうびんきょく）とは、滋賀県高島市にある郵便局。民営化前の分類では集配特定郵便局であった。

## 概要
住所：〒520-1599 滋賀県高島市新旭町旭1-8-11

## 沿革
- 1909年（明治42年）3月21日 - 新儀（しんき）郵便局（三等）として設置[1]。
- 1955年（昭和30年）11月1日 - 新旭郵便局に改称[2]。
- 1956年（昭和31年）4月1日 - 饗庭郵便局[3]から電話交換業務を移管。
- 1969年（昭和44年）4月11日 - 電話交換および和文電報配達業務を新旭電報電話局に移管。
- 1990年（平成2年）12月10日 - 高島郡新旭町新庄から同町熊野本に移転。
- 2007年（平成19年）10月1日 - 民営化に伴い、併設された郵便事業堅田支店新旭集配センターに一部業務を移管。
- 2012年（平成24年）10月1日 - 日本郵便株式会社発足に伴い、郵便事業堅田支店新旭集配センターを新旭郵便局に統合。

## 取扱内容
- 郵便、印紙、ゆうパック、内容証明
- 貯金、為替、振替、振込、国際送金、国債
- 生命保険、バイク自賠責保険
- ゆうちょ銀行ATM
- 高島市内の一部地域の集配業務

## 周辺
- 高島市役所
- 新旭町農業協同組合 本所
- エスパ
- 新旭体育館

## アクセス
- JR湖西線 新旭駅から徒歩約4分
- 高島市コミュニティバス 新旭駅停留所下車
- 国道161号 新旭交差点から西へ約1km
- 駐車場あり：7台